# Tesseract (software)
Tesseract es un motor de reconocimiento óptico de caracteres para varios sistemas operativos. Es software libre, liberado bajo la licencia Apache, Versión 2.0 y su desarrollo es financiado por Google desde el 2006.
Tesseract fue considerado en 2006 como uno de los motores de OCR de código abierto más precisos disponibles.

## Historia
Tesseract se desarrolló originalmente como programa de licencia privativa en los laboratorios de Hewlett-Packard en Brístol (Inglaterra) y Greeley (Colorado) entre 1985 y 1994. En 1996 se realizaron las modificaciones necesarias para portarlo a Windows y, más tarde, en 1998, se migró el sistema de C a C++. Tras diez años sin ningún desarrollo, fue liberado como código abierto en el año 2005 por Hewlett-Packard y la Universidad de Nevada, Las Vegas.

## Características
En 1995, Tesseract era uno de los tres mejores motores OCR en cuanto a precisión, además está disponible para Linux, Windows y Mac OS X, sin embargo, sólo ha sido probado por los desarrolladores en Windows y Ubuntu.
Hasta la versión 2, Tesseract sólo podía aceptar como entrada imágenes de una sola columna en formato TIFF. En estas primeras versiones no se incluía análisis de patrones, y por tanto, las imágenes con múltiples columnas o anotaciones producían resultados ilegibles. Desde la versión 3, Tesseract soporta el formato en el texto y el análisis del patrón de la página. A través de la biblioteca Leptonica, se consigue la compatibilidad con nuevos formatos de imagen, además, se puede detectar si el texto proporcional o monoespaciado.
Tesseract puede procesar inglés, francés, italiano, alemán, español, portugués brasileño y neerlandés, y puede ser entrenado para funcionar con otros idiomas.

## Versión 4
La versión 4 añade el motor de OCR basado en LSTM y modelos para muchos lenguajes y scripts adicionales, llevando el total a 116 idiomas. Además, se admiten scripts para 37 idiomas, por lo que es posible reconocer un idioma utilizando el script en el que está escrito.

## Intefaces de usuario

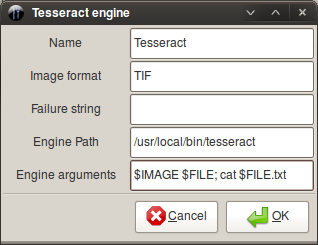
Cuadro de diálogo para la configuración de Tesseract

Tesseract se ejecuta desde una interfaz de línea de comandos. Aunque Tesseract no se distribuye con una interfaz gráfica, hay varios proyectos independientes que le proporcionan una. Ejemplos conocidos son VietOCR y OCRFeeder.